# Hiroki Mizumoto
Hiroki Mizumoto (* 12. září 1985) je japonský fotbalista.

## Reprezentační kariéra
Hiroki Mizumoto odehrál 6 reprezentačních utkání. S japonskou reprezentací se zúčastnil letních olympijských her 2008.

## Statistiky
| Japonsko | Japonsko | Japonsko |
| Roky     | Záp.     | Góly     |
| -------- | -------- | -------- |
| 2006     | 2        | 0        |
| 2007     | 0        | 0        |
| 2008     | 1        | 0        |
| 2009     | 0        | 0        |
| 2010     | 0        | 0        |
| 2011     | 0        | 0        |
| 2012     | 2        | 0        |
| 2013     | 0        | 0        |
| 2014     | 1        | 0        |
| 2015     | 1        | 0        |
| Celkem   | 7        | 0        |